# Ingrid Haralamow
Ingrid Haralamow, född den 29 juli 1966, är en schweizisk kanotist.
Hon tog OS-silver i K-4 500 meter i samband med de olympiska kanottävlingarna 1996 i Atlanta.